# Citacis
Citacis è l'ottantanovesimo album in studio del chitarrista statunitense Buckethead, pubblicato il 20 maggio 2014 dalla Hatboxghost Music.

## Il disco
Sessantunesimo disco appartenente alla serie "Buckethead Pikes", si tratta del secondo dei cinque album pubblicati dal chitarrista nel mese di maggio 2014.
Il 28 maggio è stato pubblicato il relativo prequel, intitolato Outlined for Citacis e contenente nove brani antecedenti a Citacis.

## Tracce
Musiche di Buckethead.
1. Citacis 72 – 3:17
2. Citacis 73 – 3:05
3. Citacis 74 – 2:59
4. Citacis 75 – 3:01
5. Citacis 76 – 3:45
6. Citacis 77 – 4:33
7. Citacis 78 – 1:46
8. Citacis 79 – 2:00
9. Citacis 80 – 4:39

## Formazione
- Buckethead – chitarra, basso, programmazione